# (32449) Crystalmiller
2000 SR16 (asteroide 32449) é um asteroide da cintura principal. Possui uma excentricidade de 0.11909820 e uma inclinação de 8.90128º.
Este asteroide foi descoberto no dia 23 de setembro de 2000 por LINEAR em Socorro.